# Richard Lynn

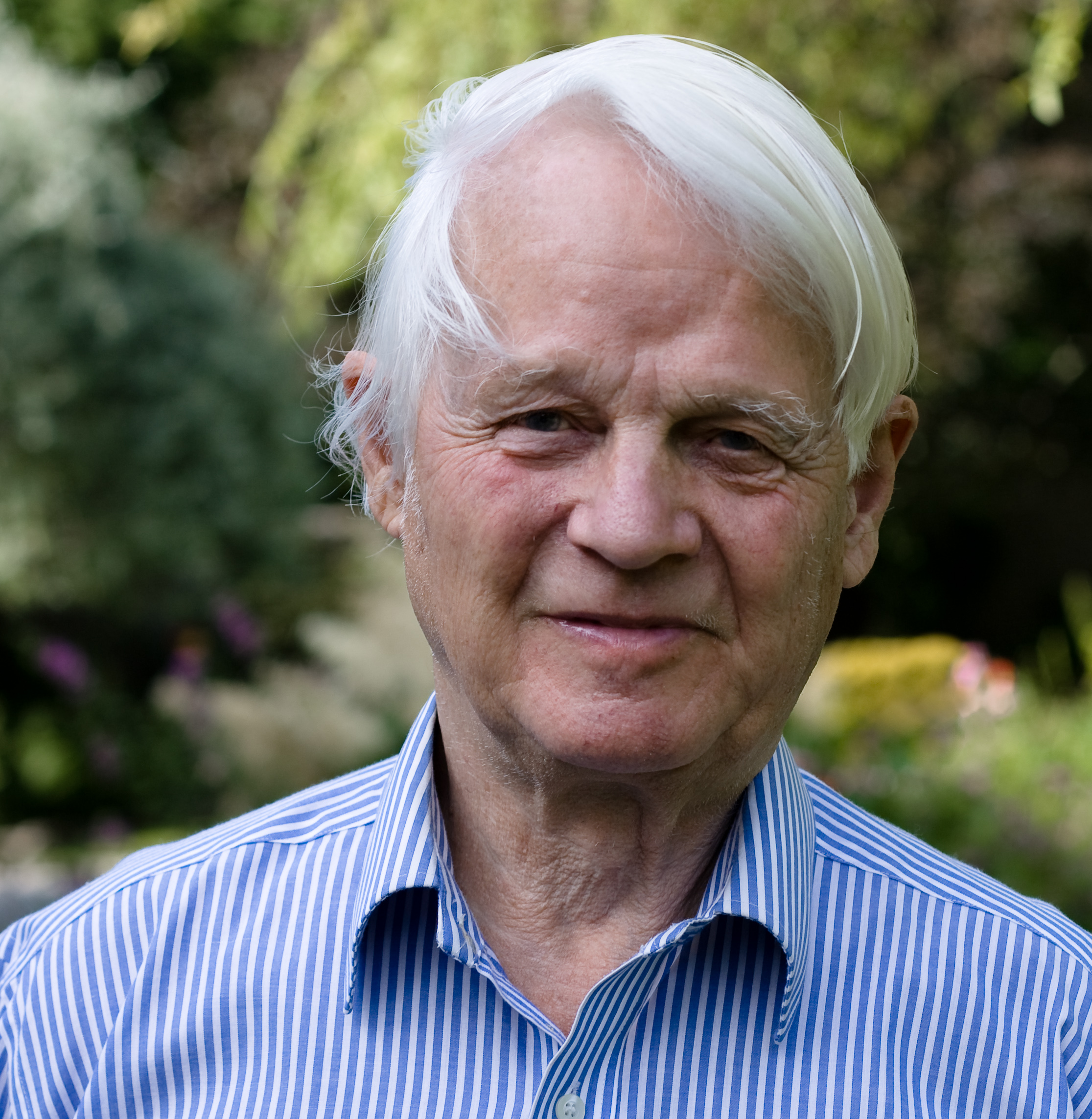
Richard Lynn

Richard Lynn (1930-2023) foi um psicólogo inglês, conhecido pelos seus trabalhos sobre diferenças de inteligência entre raças e gêneros.
Lynn foi educado na Universidade de Cambridge. Ele trabalhou como professor de psicologia na Universidade de Exeter e como professor de Psicologia no Economic and Social Research Institute, Dublim e na Universidade de Ulster em Coleraine. Ele tem escrito ou co-escrito mais de 11 livros e 200 de artigos de jornal, cobrindo cinco décadas.
No final da década de 1970, Lynn escreveu que ele encontrou um QI médio mais elevado no Oriente Asiático em comparação com brancos (5 pontos mais elevados na sua meta-análise). Em 1990, ele propôs que o efeito de Flynn — uma observação ano-de-ano aumento de pontuações de QI em todo o mundo — possivelmente podia ser explicado pela nutrição melhorada, especialmente na primeira infância.